# فرع السميج (حالمين)

تعديل مصدري - تعديل

فرع السميج هي إحدى قرى عزلة حبيل الريدة بمديرية حالمين التابعة لمحافظة لحج، بلغ تعداد سكانها 49 نسمة حسب تعداد اليمن لعام 2004.